# Sydney Possuelo

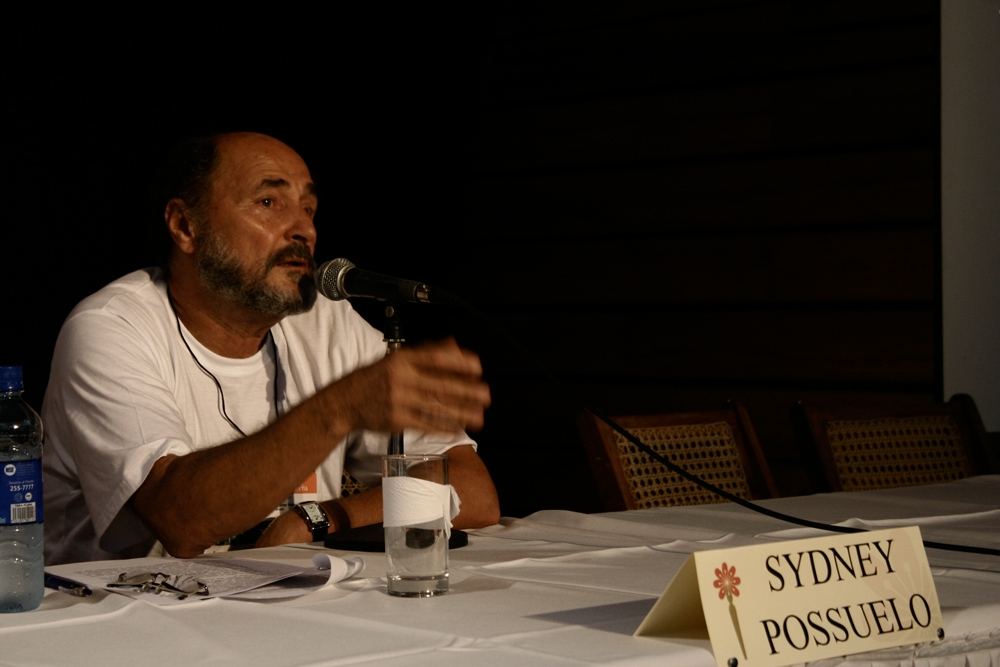
Sydney Possuelo

Sydney Possuelo (* 19. April 1940 in São Paulo) ist ein brasilianischer Anthropologe und Sertanista
(Indianer-Scout).
Bereits in den 1960er Jahren arbeitete er am Xingu-Projekt der Gebrüder Villas Bôas (Orlando Villas Bôas, Cláudio Villas Bôas und Leonardo Villas Bôas) mit, dem ersten Indianerschutzprojekt in Brasilien.
Als Mitarbeiter der brasilianischen staatlichen Indianerbehörde FUNAI gründete er 1987 die Abteilung für isoliert lebende Indianervölker. Anfang der neunziger Jahre wurde Possuelo Präsident der FUNAI. In diesem Amt setzte er 1991 gegen erheblichen Widerstand von Militärs, Politikern und Goldgräbern durch, dass die Heimat der Yanomami-Indianer im Norden Brasiliens zum Schutzgebiet erklärt wurde. In seiner kurzen Amtszeit wandelte sich die als korrupt verschriene Behörde zu einer anerkannten Organisation zum Schutz der Indianerrechte. Die Fläche der Indianerschutzgebiete wurde mehr als verdoppelt. Bereits 1993 wurde er im Rahmen der politischen Wirren um Präsident Fernando Collor de Mello entlassen. Seither leitet er wieder die Abteilung für isolierte Indianervölker.
Possuelo werden sieben Erstkontakte mit bis dahin unbekannten Indianervölkern seit den siebziger Jahren zugeschrieben, zuletzt der Stamm der Korubo 1996. Im Rahmen der von FUNAI verfolgten Politik machte er die Indianer mit der Zivilisation bekannt. Später erkannte er, dass eingeschleppte Krankheiten, Goldsucher und Holzfäller die Existenz dieser Stämme bedrohen. Seither tritt Possuelo für die konsequente Isolation der unberührten Völker ein. Seine Arbeit machte ihn in weiten Kreisen unbeliebt – nicht nur bei den Holzfällern, Goldsuchern, oder Minenarbeitern, deren Existenzgrundlage der Raubbau am Regenwald ist, auch von den katholischen Missionaren wird sein Eintreten für jegliche Kontaktvermeidung kritisiert.
1998 erhielt er den Bartolomeu de las Casas-Preis, wurde vom Time For Kids-Magazin (ein Ableger des Time-Magazins) zum Hero of the Planet gewählt und auf der Webpräsenz der Vereinten Nationen in der Rubrik The Unsung Heroes of Dialogue aufgenommen. Von der Royal Geographical Society bekam er 2004 die Patron's Medal für seine Arbeit verliehen. Possuelo wurde 2006 von FUNAI entlassen, nachdem er Äußerungen des FUNAI-Präsidenten Mércio Gomes, die indigenen Völker hätten genug Land, scharf kritisiert hatte. Er wurde anschließend Direktor der NGO Instituto Indigenista Interamericano.